# Polincove
Polincove (Frans-Vlaams: Pollinghove) is een gemeente in het Franse departement Pas-de-Calais (regio Hauts-de-France) en telt 699 inwoners (2005). De plaats maakt deel uit van het arrondissement Calais.

## Naam
De plaatsnaam heeft een Oudnederlandse herkomst. De oudste vermelding is uit het jaar 1101 als Pollingahova. Het betreft een samenstelling, waarbij het eerste element een afleiding is van een persoonsnaam + het afstammingsuffix -ing +  -hof (ommuurde ruimte; boerderij.). De betekenis van de plaatsnaam is dan: 'boerderij van de lieden van Pol'. De huidige Franstalige plaatsnaam is hiervan een fonetische nabootsing.
De spelling van de naam van het dorp heeft door de eeuwen heen gevarieerd. Chronologisch heette het achtereenvolgens: Pollinghehove (1069) ; Pullingahone [lees: Pullingahove (1084) ; Pollingahova (1101) ; Pulinguhehova (1119) ; Pollingahove (vers 1119) ; Pullingahove (1122) ; Pollingehova (1157) ; Polinguehova (1157) ; Pollinghova (1178) ; Polingehove, Polingeove (1182) ; Pollinchova (1158) ; Polingova (XII eeuw) ; Pollinchove (1254) ; Polinchove (1300) ; Pollichove (1405) ; Poullincove (1480) ; Pelincoue (1720). Hierna kreeg en behield het zijn huidige naam en spellingswijze.
De naam van de plaats luidt in het Frans-Vlaams: Pollinghove. .

## Geschiedenis
Polincove is gelegen in het Land van Bredenarde (Frans: Pays de Brédenarde), een historische streek in het Franse departement Pas-de-Calais. Het gebiedje behoorde tot het baljuwschap Sint-Omaars in Artesië en omvatte de parochies Audruicq, Nortkerque, Zutkerque en Polincove. Audruicq was de hoofdplaats.

## Taal
Polincove maakte in de middeleeuwen nog deel uit van het Nederlandse taalgebied, maar raakte geleidelijk verfranst, al blijkt dat er tot in de 18de eeuw nog Vlaams voor kwam.

## Geografie
De oppervlakte van Polincove bedraagt 4,8 km², de bevolkingsdichtheid is 145,6 inwoners per km².
De onderstaande kaart toont de ligging van Polincove met de belangrijkste infrastructuur en aangrenzende gemeenten.

## Demografie
Onderstaande figuur toont het verloop van het inwonertal (bron: INSEE-tellingen).